# Grégoire Domenach
Œuvres principales
- Refuge au crépuscule, Christian Bourgois éditeur, 2024.
- Entre la source et l’estuaire, éditions Le Dilettante, 2021. Le livre de Poche, 2022.
- Pysanka, Carnet d’Art Éditions, 2015.
- Nébuleuse des Écorchés, récit L’Harmattan, 2013.

Compléments
- Membre fondateur du mouvement Réveillons Annecy
- Correspondant local journal La Croix (2016-2019)
- Rédacteur en chef du média franco-allemand Novastan (2016-2019)
- Rédacteur en chef de la revue Paysages
- Son roman Entre la source et l'estuaire a remporté le prix Marcel-Aymé et a été finaliste des prix :  Rosine Perrier, Lamartine, Livre de Poche

Grégoire Domenach est un écrivain et journaliste, né en 1989 à Chamonix-Mont-Blanc.

## Biographie
Grégoire Domenach a grandi en Haute-Savoie, avant de partir étudier au Canada en 2008, à l’Université de Montréal, où il sort diplômé de Sciences politiques.
En 2014, il part travailler plusieurs mois en Pologne, dans les forêts de Mazovie, puis sillonne l’Ukraine peu de temps après la Révolution du Maïdan et l’annexion de la Crimée par la Russie. Il va réaliser de nombreux reportages et livrer un récit de voyage, Pysanka, aux éditions Carnet d’Art, dans lequel il évoque ce périple et ses rencontres en Europe de l’Est,,. À la suite d'un long séjour en Roumanie, Grégoire Domenach publie dans la revue Carnet d'Art une série de trois articles sur l'histoire de la prison de Sighetu Marmației, où il revient sur les atrocités commises dans le milieu carcéral au cours de la période communiste.
De 2016 à 2019, Grégoire Domenach est journaliste au Kirghizstan et au Kazakhstan, en qualité de rédacteur en chef du média Novastan et correspondant local pour le journal La Croix,. À ce titre, il suit le climat de tension qui règne pendant l’élection présidentielle kirghize de 2017, remportée par le premier ministre sortant, Sooronbay Jeenbekov.
Au cours de ces années en Asie centrale, il réalise aussi plusieurs reportages pour l’Institut français d’études sur l’Asie centrale,.
Lors de son retour en France, à Annecy, en 2019, il s’implique dans la vie politique locale et devient l’un des fondateurs du mouvement Réveillons Annecy qui remporte les élections municipales de 2020. Tout au long de la campagne électorale, il est la plume du candidat et tête de liste François Astorg,.
En parallèle de son engagement politique, Grégoire Domenach devient rédacteur en chef de la revue Paysages, éditée par le Conseil d’architecture, d’urbanisme et de l’environnement de Haute-Savoie.
Son roman Entre la source et l’estuaire, paru en 2021 aux éditions Le Dilettante,, rencontre un bel écho médiatique avant d’être couronné par le Prix Marcel-Aymé,,.
Les critiques des médias Le Figaro Littéraire, La Montagne, Le Soir, Libération, France bleu, La Croix, Livres Hebdo ont salué ce roman, notamment Claire Julliard de L’Obs, souligne « Une manipulation glaçante que Grégoire Domenach déploie avec maestria. Placé sous les auspices de Simenon, un premier roman au talent éclatant. », tandis que Christian Authier, du Figaro Littéraire, évoque un roman qui « baigne au final dans la lumière d’une amitié inexpugnable, le souvenir d’un amour éternel, la beauté d’aveux chuchotés. » Jean-Claude Raspiengeas, pour La Croix, rend hommage à « un livre d’atmosphère à la Simenon, d’odeurs et de nature, de sentiments extrêmes, dont le cadre est une rivière. Un beau premier roman, insolite et mélancolique, entre deux eaux, parmi une sarabande d’oiseaux, de feuilles mortes et de remous,. »
En mars 2024 paraît son roman Refuge au crépuscule, aux éditions Christian Bourgois, dont le cadre se situe au Kirghizstan et au Kazakhstan. France Bleu Pays de Savoie salue « un roman palpitant », quand Julie Hainaut du magazine Elle décrit « un roman passionnant sur l’exil volontaire et l’amitié. [...] À la fois roman d’aventure et récit initiatique, qui questionne la fuite et la capacité à comprendre l’autre,. » Le roman est nommé dans la sélection finale du Prix Nicolas Bouvier. Il paraît en poche, dans la collection Satellites, en mars 2025.
Grégoire Domenach anime par ailleurs des ateliers littéraires en milieu pénitentiaire, à la maison d'arrêt de Fontenay-le-Comte et de La Roche-sur-Yon, en Vendée.

## Prix littéraires
À l'issue des délibérations qui se sont tenues le 16 octobre 2021, le prix Marcel-Aymé a été attribué à Grégoire Domenach pour son roman Entre la source et l’estuaire. Il est également finaliste de plusieurs prix littéraires, dont le prix Rosine Perrier, le prix Lamartine, ainsi que du prix du Livre de Poche 2023,.

## Vie privée
Grégoire Domenach est le petit-neveu du philosophe et Résistant Jean-Marie Domenach, directeur de la revue Esprit de 1957 à 1976 et de Denise Domenach-Lallich, Résistante également.
Il est marié et père de deux enfants.

## Œuvres
- Nébuleuse des Écorchés, récit L’Harmattan, 2013  (ISBN 978-2-343-00999-5)
- Pysanka, Carnet d’Art Éditions, 2015  (ISBN 979-10-93001-04-3)
- Entre la source et l’estuaire, éditions Le Dilettante, 2021.  (ISBN 9791030800272). Le livre de Poche, 2022.  (EAN 9782253262626)
- La Veine, suivi de X, nouvelles parues dans la revue Lettres Comtoises (no 17), 2022[26].
- Refuge au crépuscule, Christian Bourgois éditeur, 2024.  (ISBN 9782267049732)